# Население на Малайзия
Населението на Малайзия според преброяването през 2010 г. е 28 334 000, на 42-ро място по население в света. 22,5 милиона живеят в континенталната част, а останалите на остров Борнео.

## Коефициент на плодовитост
- 1987 – малайци-4,51; китайци-2,25; индийци-2,77
- 2000 – 2,9
- 2005 – 2,4
- 2010 – 2,14
- 2015 – 1,94
- 2019 – 1,78

## Етнически състав
- малайци
- китайци
- индийци

## Религия
- ислям-60,4%
- будизъм-19,2%
- християнство-9,1%
- хиндуизъм-6,3%
- други-2,6%

## Най-големи градове
- Куала Лумпур-1 458 790
- Субанг Джая-1 174 972
- Кланг-1 004 194